# 맥스 테그마크

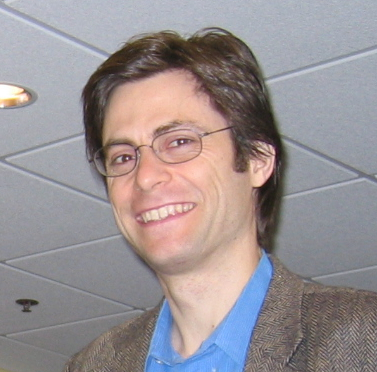

맥스 에릭 테그마크(Max Erik Tegmark, 1967년 5월 5일 ~ )는 스웨덴계 미국인 물리학자, 우주학자 및 기계 학습 연구원이다. 그는 매사추세츠 공과대학의 교수이자 미래생명연구소(Future of Life Institute)의 회장이다. 또한 효율적 이타주의 운동의 지지자이기도 하다.

## 같이 보기
- 천문학자 목록
- 물리학자 목록